# 葵真木子
葵 真木子（あおい まきこ、1940年5月26日 - ）は、日本の女優。

## 出演作品
- ぼくどうして涙がでるの[1]（林京子）
- 砂の上の植物群[1]（エレベーターガール）
- 美しい十代[1]（山田君子）
- 真白き富士の嶺 (1963年)[1]（洋裁学校教師）
- エデンの海 (1963年)[1] （洋品店の女店員）
- 霧子のタンゴ[1]（三輪京子）
- 結婚の條件 (1963年)[1]（小菅秋子）
- 若旦那日本晴れ[1]（犬山みどり）
- 何か面白いことないか[1]（踊子A）
- 若い旋風[1]（猛の姉雪子）
- 惚れたって駄目よ[1]（けい子）
- 殺人者を追え[1]（バスの車掌）
- ひとりぼっちの二人だが[1]（リリー）
- 若い人 (1962年)[1]（バスガール）
- 憎いあンちくしょう[1]（経理部の女）
- 赤い蕾と白い花[1]（女生徒C）
- 雲に向かって起つ[1]（カオル）
- 何もかも狂ってやがる[1]（ウェイトレス）
- 事件記者 影なき侵入者[1]（光子）
- 事件記者 拳銃貸します[1]（光子）
- 人間狩り (1962年)[1]（電車の中の若い女）
- 一本杉はなにを見た[1]（大山たか子）
- 草を刈る娘[1]（ユリノ）
- 明日が私に微笑みかける[1]（五十嵐民子）
- 太陽は狂ってる[1]（太田早苗）
- 俺は死なないぜ[1]（土屋百合枝）
- 舞妓の上京[1]（女中）
- 都会の空の非常線[1]
- この若さある限り[1]（大林純子）
- 青い芽の素顔[1]（戸田芳子）
- 用心棒稼業[1]（踊り子）
- 無鉄砲大将[1]（弘子）
- 少女 (1961年)[1]（キミ江）
- 刑事物語 ジャズは狂っちゃいねえ[1]（ペコ）
- 幌馬車は行く[1]（ユキ子）
- この髭百万ドル[1]（良子の友達A）
- 天下を取る[1]（新入女社員B）
- トップ屋取材帖 消えた弾痕[1]（猪俣ユリ）
- トップ屋取材帖 影を捨てた男[1]（猪俣ユリ）
- 影のない妖婦[1]（猪俣ユリ）
- 「キャンパス110番」より 学生野郎と娘たち[1]（鮎子）
- トップ屋取材帖 悪魔のためいき[1]（猪俣ユリ）
- 事件記者 深夜の目撃者[1]（津山ふじ子）
- 大学の暴れん坊[1]（とんちゃん）
- 事件記者 姿なき狙撃者[1]（秀子）
- 海底から来た女[1]（女A）
- 浮気の季節[1]（令子）
- かわいい女 (1959年)[1]（薬局の女店員）
- トップ屋取材帖 拳銃街一丁目[1]（猪股ユリ）
- トップ屋取材帖 迫り来る危機[1]（猪股ユリ）
- 二連銃の鉄[1]（女給B）
- おヤエの家つき女中[1]（お邦）
- 逃亡者 (1959年)[1]（春江）
- 網走番外地 (1959年)[1]（郁代）
- 女を忘れろ[1]
- 若い川の流れ[1]
- 不道徳教育講座[1]（紀子）
- 大阪の風[1]（ミツヨ）
- 都会の怒号[1]（ヒロ子）
- 嵐の中を突っ走れ[1]（たか子）
- これが最後だ[1]（妙子）
- 悪魔と天使の季節[1]（小島敏子）
- 星は何でも知っている[1]（典子）
- 野郎と黄金[1]（川上靖子）
- 踏みはずした春[1]（大塚）
- 四季の愛欲[1]（ホテルの女中）
- どうせ拾った恋だもの[1]（前田幸子）
- お月さん今晩わ[1]（花子）
- 十代の恋よさようなら[1]（ブン子）
- 乳房と銃弾[1]
- 白い悪魔[1]（モデル）
- 禁じられた唇[1]（安子）
- 燃える肉体[1]（広子）
- 九人の死刑囚[1]（典子）
- 狂った関係[1]（福島真沙子）
- 十七才の抵抗[1]（小宮道子）
- 反逆者 (1957年)[1]（大村早苗）